# Уоллис (округ, Канзас)
Уо́ллис (англ. Wallace County; стандартное обозначение WA) — округ в штате Канзас, США. Официально образован в 1868 году. По состоянию на 2010 год, численность населения составляла 1 485 человек.

## География
По данным Бюро переписи США, общая площадь округа равняется 2 367,262 км2, из которых 2 367,262 км2 суша и 0,130 км2 или 0,010 % это водоёмы.

## Население
По данным переписи населения 2000 года в округе проживает 1 749 жителей в составе 674 домашних хозяйств и 477 семей. Плотность населения составляет 1,00 человек на км2. На территории округа насчитывается 791 жилых строений, при плотности застройки менее 1,00-го строения на км2. Расовый состав населения: белые — 94,63 %, афроамериканцы — 0,63 %, коренные американцы (индейцы) — 0,80 %, азиаты — 0,17 %, гавайцы — 0,00 %, представители других рас — 2,52 %, представители двух или более рас — 1,26 %. Испаноязычные составляли 4,80 % населения независимо от расы.
В составе 33,80 % из общего числа домашних хозяйств проживают дети в возрасте до 18 лет, 63,60 % домашних хозяйств представляют собой супружеские пары проживающие вместе, 4,00 % домашних хозяйств представляют собой одиноких женщин без супруга, 29,20 % домашних хозяйств не имеют отношения к семьям, 27,60 % домашних хозяйств состоят из одного человека, 13,60 % домашних хозяйств состоят из престарелых (65 лет и старше), проживающих в одиночестве. Средний размер домашнего хозяйства составляет 2,56 человека, и средний размер семьи 3,12 человека.
Возрастной состав округа: 29,10 % моложе 18 лет, 6,50 % от 18 до 24, 23,60 % от 25 до 44, 22,80 % от 45 до 64 и 22,80 % от 65 и старше. Средний возраст жителя округа 40 лет. На каждые 100 женщин приходится 99,00 мужчин. На каждые 100 женщин старше 18 лет приходится 99,40 мужчин.
Средний доход на домохозяйство в округе составлял 33 000 USD, на семью — 42 022 USD. Среднестатистический заработок мужчины был 25 610 USD против 18 333 USD для женщины. Доход на душу населения составлял 17 016 USD. Около 10,70 % семей и 16,10 % общего населения находились ниже черты бедности, в том числе — 24,50 % молодежи (тех, кому ещё не исполнилось 18 лет) и 12,70 % тех, кому было уже больше 65 лет.